# Perälampi
Perälampi är en sjö i Finland. Den ligger i kommunen Rovaniemi i landskapet Lappland, i den norra delen av landet, 700 km norr om huvudstaden Helsingfors. Perälampi ligger 161 meter över havet. Arean är 22,2 hektar och strandlinjen är 2,56 kilometer lång. Sjön  ingår i Kemi älvs huvudavrinningsområde. 